# Erythronium elegans
Erythronium elegans là một loài thực vật có hoa trong họ Liliaceae. Loài này được P.C.Hammond & K.L.Chambers miêu tả khoa học đầu tiên năm 1985.